# La signora del Mare
La signora del mare è un romanzo fantasy dello scrittore britannico HG Wells, per certi aspetti simile a una favola . Fu pubblicato in vari episodi da luglio a dicembre 1901 sulla rivista Pearson's Magazine prima di essere pubblicato come volume da Methuen Publishing nel 1902. La prima edizione in lingua italiana è avvenuta nel 1908, dalla casa editrice Fratelli Treves.
D'ispirazione per il romanzo è stata la visione da parte di Wells di May Nisbet, la figlia di un critico teatrale del Times, in costume da bagno, quando è venuto a trovarla a Sandgate.

## Trama
Il libro parla di una sirena che giunge sulla costa meridionale dell'Inghilterra nel 1899. La sirena finge di volere entrare nell'alta società inglese (sotto lo pseudonimo di "Miss Doris Thalassia Waters"), il vero progetto della sirena, tuttavia, è sedurre Harry Chatteris, un uomo che ha visto qualche anno prima vicino a Tonga. Con semplici parole, la sirena scuote la fede di Chatteris nelle norme e nelle aspettative della loro società, dicendo loro che "ci sono sogni migliori". Alla fine, Chatteris non è in grado di resistere al suo fascino seducente, sebbene cedere significhi la sua morte.